# Liste der Nummer-eins-Hits in Spanien (2012)
Dies ist eine Liste der Nummer-eins-Hits in Spanien im Jahr 2012. Sie basiert auf den offiziellen Chartlisten der Productores de Música de España (Promusicae), der spanischen Landesgruppe der IFPI.

## Singles
| ← 2011 ← | Liste der Nummer-eins-Hits in Spanien | Liste der Nummer-eins-Hits in Spanien        | Liste der Nummer-eins-Hits in Spanien | 2013 → |
| \| Zeitraum \| Wo. ges. \| Interpret \| Titel Autor(en) \| Zusätzliche Informationen \| \| (Zeitraum, Wochen auf Platz eins, Interpret, Titel, Autor[en], zusätzliche Informationen) \| \| \| \| \| \| ----------------------------------------------------------------------------------------- \| -------- \| -------------------------------------------- \| -------------------------------------------------------------------------------------------------------------------------------------------------------------------- \| --------------------------------------------------------------------------------------------------------------------------------------------------------------------------------- \| \| 27. November 2011 – 17. März 2012 16 Wochen \| 16 \| Michel Teló \| Ai Se Eu Te Pego! Sharon Acioly Arcoverde, Antônio Carlos Paim Cerqueira, Amanda Grasiele Mesquita Teixeira da Cruz, Aline Medeiros da Fonseca, Karine Assis Vinagre \| Der brasilianische Nummer-eins-Hit kam über einen brasilianischen Fußballspieler in die spanische Liga und von da nach ganz Europa. \| \| 18. März 2012 – 16. Juni 2012 13 Wochen (insgesamt 15) \| 15 \| Cali y el Dandee \| Yo te esperaré Alejandro Rengifo, Mauricio Rengifo \| Der erste internationale Hit des kolumbianischen Reggaeton-Duos. \| \| 17. Juni 2012 – 23. Juni 2012 1 Woche (insgesamt 2) \| 2 \| Cali y El Dandee feat. David Bisbal \| No hay 2 sin 3 (Gol) Jean-Claude Sindres, Nadir Khayat, Yohanne Simon, Jonathan Joan Isaac Maman, Alejandro Rengifo, Mauricio Rengifo \| Das Lied ist eine Neuaufnahme des Lieds Gol von Cali y El Dandee zusammen mit dem spanischen Popsänger Bisbal; es wurde als Fernsehmusik zur Fußball-EM 2012 ausgewählt. \| \| 24. Juni 2012 – 30. Juni 2012 1 Woche (insgesamt 15) \| 15 \| Cali y El Dandee \| Yo te esperaré Alejandro Rengifo, Mauricio Rengifo \| – \| \| 1. Juli 2012 – 7. Juli 2012 1 Woche \| 1 \| Alejandro Sanz \| No me compares Alejandro Sánchez Pizarro \| Der erste Nummer-eins-Hit für den spanischen Popsänger ohne weibliche Unterstützung, nachdem er zuvor schon zusammen mit Shakira und Alicia Keys jeweils ganz oben gestanden war. \| \| 8. Juli 2012 – 14. Juli 2012 1 Woche (insgesamt 2) \| 2 \| Cali y El Dandee feat. David Bisbal \| No hay 2 sin 3 (Gol) Jean-Claude Sindres, Nadir Khayat, Yohanne Simon, Jonathan Joan Isaac Maman, Alejandro Rengifo, Mauricio Rengifo \| Nachdem Spanien Europameister geworden war, kehrte das Lied an die Spitze zurück. \| \| 15. Juli 2012 – 1. September 2012 7 Wochen \| 7 \| Tacabro \| Tacatà Musik: Mario Romano, Salvatore Sapienza; Text: Raúl Rodríguez Martínez \| − \| \| 2. September 2012 – 20. Oktober 2012 7 Wochen (insgesamt 10) \| 10 \| Juan Magán feat. Belinda \| Te voy a esperar Carlos Andrés Alcaraz Gómez, David López Cendros, Juan Manuel Magán González, Diego Alejandro Vanegas Londono \| − \| \| 21. Oktober 2012 – 27. Oktober 2012 1 Woche \| 1 \| Robert Ramírez feat. Javi Nieves & Mar Amate \| You Are Not Alone Robert Ramírez Carrasco \| − \| \| 28. Oktober 2012 – 17. November 2012 3 Wochen (insgesamt 10) \| 10 \| Juan Magán feat. Belinda \| Te voy a esperar Carlos Andrés Alcaraz Gómez, David López Cendros, Juan Manuel Magán González, Diego Alejandro Vanegas Londono \| − \| \| 18. November 2012 – 3. Februar 2013 12 Wochen \| 12 \| Psy \| Gangnam Style Yoo Gun-hyung, Park Jae-sang \| − \| |                                       |                                              | | |
| ← 2011 |                                       |                                              | | → 2013 → |
| Zeitraum | Wo. ges.                              | Interpret                                    | Titel Autor(en) | Zusätzliche Informationen |
| (Zeitraum, Wochen auf Platz eins, Interpret, Titel, Autor[en], zusätzliche Informationen) |                                       |                                              | | |
| 27. November 2011 – 17. März 2012 16 Wochen | 16                                    | Michel Teló                                  | Ai Se Eu Te Pego! Sharon Acioly Arcoverde, Antônio Carlos Paim Cerqueira, Amanda Grasiele Mesquita Teixeira da Cruz, Aline Medeiros da Fonseca, Karine Assis Vinagre | Der brasilianische Nummer-eins-Hit kam über einen brasilianischen Fußballspieler in die spanische Liga und von da nach ganz Europa.                                               |
| 18. März 2012 – 16. Juni 2012 13 Wochen (insgesamt 15) | 15                                    | Cali y el Dandee                             | Yo te esperaré Alejandro Rengifo, Mauricio Rengifo | Der erste internationale Hit des kolumbianischen Reggaeton-Duos. |
| 17. Juni 2012 – 23. Juni 2012 1 Woche (insgesamt 2) | 2                                     | Cali y El Dandee feat. David Bisbal          | No hay 2 sin 3 (Gol) Jean-Claude Sindres, Nadir Khayat, Yohanne Simon, Jonathan Joan Isaac Maman, Alejandro Rengifo, Mauricio Rengifo                                | Das Lied ist eine Neuaufnahme des Lieds Gol von Cali y El Dandee zusammen mit dem spanischen Popsänger Bisbal; es wurde als Fernsehmusik zur Fußball-EM 2012 ausgewählt.          |
| 24. Juni 2012 – 30. Juni 2012 1 Woche (insgesamt 15) | 15                                    | Cali y El Dandee                             | Yo te esperaré Alejandro Rengifo, Mauricio Rengifo | – |
| 1. Juli 2012 – 7. Juli 2012 1 Woche | 1                                     | Alejandro Sanz                               | No me compares Alejandro Sánchez Pizarro | Der erste Nummer-eins-Hit für den spanischen Popsänger ohne weibliche Unterstützung, nachdem er zuvor schon zusammen mit Shakira und Alicia Keys jeweils ganz oben gestanden war. |
| 8. Juli 2012 – 14. Juli 2012 1 Woche (insgesamt 2) | 2                                     | Cali y El Dandee feat. David Bisbal          | No hay 2 sin 3 (Gol) Jean-Claude Sindres, Nadir Khayat, Yohanne Simon, Jonathan Joan Isaac Maman, Alejandro Rengifo, Mauricio Rengifo                                | Nachdem Spanien Europameister geworden war, kehrte das Lied an die Spitze zurück.                                                                                                 |
| 15. Juli 2012 – 1. September 2012 7 Wochen | 7                                     | Tacabro                                      | Tacatà Musik: Mario Romano, Salvatore Sapienza; Text: Raúl Rodríguez Martínez                                                                                        | − |
| 2. September 2012 – 20. Oktober 2012 7 Wochen (insgesamt 10) | 10                                    | Juan Magán feat. Belinda                     | Te voy a esperar Carlos Andrés Alcaraz Gómez, David López Cendros, Juan Manuel Magán González, Diego Alejandro Vanegas Londono                                       | − |
| 21. Oktober 2012 – 27. Oktober 2012 1 Woche | 1                                     | Robert Ramírez feat. Javi Nieves & Mar Amate | You Are Not Alone Robert Ramírez Carrasco | − |
| 28. Oktober 2012 – 17. November 2012 3 Wochen (insgesamt 10) | 10                                    | Juan Magán feat. Belinda                     | Te voy a esperar Carlos Andrés Alcaraz Gómez, David López Cendros, Juan Manuel Magán González, Diego Alejandro Vanegas Londono                                       | − |
| 18. November 2012 – 3. Februar 2013 12 Wochen | 12                                    | Psy                                          | Gangnam Style Yoo Gun-hyung, Park Jae-sang | − |

## Alben
| ← 2011 ← | Liste der Nummer-eins-Hits in Spanien | Liste der Nummer-eins-Hits in Spanien | Liste der Nummer-eins-Hits in Spanien    | 2013 → |
| \| Zeitraum \| Wo. ges. \| Interpret \| Titel \| Zusätzliche Informationen \| \| (Zeitraum, Wochen auf Platz eins, Interpret, Titel, zusätzliche Informationen) \| \| \| \| \| \| ------------------------------------------------------------------------------ \| -------- \| ----------------- \| ---------------------------------------- \| ------------------------------------------------------------------------------------------------------------------------------------------------------------------------------------------- \| \| 4. Dezember 2011 – 7. Januar 2012 5 Wochen \| 5 \| Sergio Dalma \| Via Dalma II \| Mit der Fortsetzung des meistverkauften Albums des Vorjahres hat der Popsänger aus Barcelona sein viertes Nummer-eins-Album in Folge. \| \| 8. Januar 2012 – 21. Januar 2012 2 Wochen (insgesamt 20) \| 20 \| Pablo Alborán \| En acústico \| Das Debütalbum des spanischen Popsängers war das meistverkaufte Album des Jahres 2011, die Akustikversion folgt ihm an die Chartspitze. \| \| 22. Januar 2012 – 4. Februar 2012 2 Wochen \| 2 \| Manuel Carrasco \| Habla \| Die ehemalige Casting-Show-Entdeckung (Platz 2 bei Operación Triunfo 2002/03) erreicht nach neun Jahren mit dem vierten Album erstmals die Chartspitze. \| \| 5. Februar 2012 – 11. Februar 2012 1 Woche \| 1 \| Leonard Cohen \| Old Ideas \| Mit 77 Jahren schafft es der kanadische Musikpoet noch einmal bis an die Chartspitze. \| \| 12. Februar 2012 – 10. März 2012 4 Wochen \| 4 \| Serrat & Sabina \| La orquesta del Titanic \| Das zweite gemeinsame Album der beiden Liedermacher erreicht wie Dos pájaros de un tiro 2007 die Spitze der Charts. \| \| 11. März 2012 – 31. März 2012 3 Wochen \| 3 \| Bruce Springsteen \| Wrecking Ball \| Viertes Nummer-eins-Studioalbum in Folge für den „Boss“. \| \| 1. April 2012 – 7. April 2012 1 Woche \| 1 \| Madonna \| MDNA \| − \| \| 8. April 2012 – 12. Mai 2012 5 Wochen (insgesamt 20) \| 20 \| Pablo Alborán \| En acústico \| − \| \| 13. Mai 2012 – 19. Mai 2012 1 Woche \| 1 \| Ismael Serrano \| Todo empieza y todo acaba en ti \| − \| \| 20. Mai 2012 – 26. Mai 2012 1 Woche (insgesamt 20) \| 20 \| Pablo Alborán \| En acústico \| − \| \| 27. Mai 2012 – 2. Juni 2012 1 Woche \| 1 \| Love of Lesbian \| La noche eterna. Los días no vividos \| Das erste Nummer-eins-Album der katalanischen Indie-Pop-Band. \| \| 3. Juni 2012 – 23. Juni 2012 3 Wochen (insgesamt 20) \| 20 \| Pablo Alborán \| En acústico \| − \| \| 24. Juni 2012 – 7. Juli 2012 2 Wochen \| 2 \| Justin Bieber \| Believe \| Nachdem zuletzt ein Remix- und ein Weihnachtsalbum in die Top 5 gekommen waren, ist das zweite richtige Studioalbum auch das zweite Nummer-eins-Album für den US-amerikanischen Teeniestar. \| \| 8. Juli 2012 – 1. September 2012 8 Wochen (insgesamt 20) \| 20 \| Pablo Alborán \| En acústico \| − \| \| 2. September 2012 – 8. September 2012 1 Woche \| 1 \| Maná \| Exiliados en la Bahía – Lo mejor de Maná \| − \| \| 9. September 2012 – 29. September 2012 3 Wochen \| 3 \| Miguel Bosé \| Papitwo \| − \| \| 30. September 2012 – 3. November 2012 5 Wochen \| 5 \| Alejandro Sanz \| La música no se toca \| − \| \| 4. November 2012 – 10. November 2012 1 Woche \| 1 \| Andy & Lucas \| El ritmo de las olas \| − \| \| 11. November 2012 – 27. Januar 2013 12 Wochen (insgesamt 28) \| 28 \| Pablo Alborán \| Tanto \| − \| |                                       |                                       |                                          | |
| ← 2011 |                                       |                                       |                                          | → 2013 → |
| Zeitraum | Wo. ges.                              | Interpret                             | Titel                                    | Zusätzliche Informationen |
| (Zeitraum, Wochen auf Platz eins, Interpret, Titel, zusätzliche Informationen) |                                       |                                       |                                          | |
| 4. Dezember 2011 – 7. Januar 2012 5 Wochen | 5                                     | Sergio Dalma                          | Via Dalma II                             | Mit der Fortsetzung des meistverkauften Albums des Vorjahres hat der Popsänger aus Barcelona sein viertes Nummer-eins-Album in Folge.                                                       |
| 8. Januar 2012 – 21. Januar 2012 2 Wochen (insgesamt 20) | 20                                    | Pablo Alborán                         | En acústico                              | Das Debütalbum des spanischen Popsängers war das meistverkaufte Album des Jahres 2011, die Akustikversion folgt ihm an die Chartspitze.                                                     |
| 22. Januar 2012 – 4. Februar 2012 2 Wochen | 2                                     | Manuel Carrasco                       | Habla                                    | Die ehemalige Casting-Show-Entdeckung (Platz 2 bei Operación Triunfo 2002/03) erreicht nach neun Jahren mit dem vierten Album erstmals die Chartspitze.                                     |
| 5. Februar 2012 – 11. Februar 2012 1 Woche | 1                                     | Leonard Cohen                         | Old Ideas                                | Mit 77 Jahren schafft es der kanadische Musikpoet noch einmal bis an die Chartspitze. |
| 12. Februar 2012 – 10. März 2012 4 Wochen | 4                                     | Serrat & Sabina                       | La orquesta del Titanic                  | Das zweite gemeinsame Album der beiden Liedermacher erreicht wie Dos pájaros de un tiro 2007 die Spitze der Charts.                                                                         |
| 11. März 2012 – 31. März 2012 3 Wochen | 3                                     | Bruce Springsteen                     | Wrecking Ball                            | Viertes Nummer-eins-Studioalbum in Folge für den „Boss“. |
| 1. April 2012 – 7. April 2012 1 Woche | 1                                     | Madonna                               | MDNA                                     | − |
| 8. April 2012 – 12. Mai 2012 5 Wochen (insgesamt 20) | 20                                    | Pablo Alborán                         | En acústico                              | − |
| 13. Mai 2012 – 19. Mai 2012 1 Woche | 1                                     | Ismael Serrano                        | Todo empieza y todo acaba en ti          | − |
| 20. Mai 2012 – 26. Mai 2012 1 Woche (insgesamt 20) | 20                                    | Pablo Alborán                         | En acústico                              | − |
| 27. Mai 2012 – 2. Juni 2012 1 Woche | 1                                     | Love of Lesbian                       | La noche eterna. Los días no vividos     | Das erste Nummer-eins-Album der katalanischen Indie-Pop-Band. |
| 3. Juni 2012 – 23. Juni 2012 3 Wochen (insgesamt 20) | 20                                    | Pablo Alborán                         | En acústico                              | − |
| 24. Juni 2012 – 7. Juli 2012 2 Wochen | 2                                     | Justin Bieber                         | Believe                                  | Nachdem zuletzt ein Remix- und ein Weihnachtsalbum in die Top 5 gekommen waren, ist das zweite richtige Studioalbum auch das zweite Nummer-eins-Album für den US-amerikanischen Teeniestar. |
| 8. Juli 2012 – 1. September 2012 8 Wochen (insgesamt 20) | 20                                    | Pablo Alborán                         | En acústico                              | − |
| 2. September 2012 – 8. September 2012 1 Woche | 1                                     | Maná                                  | Exiliados en la Bahía – Lo mejor de Maná | − |
| 9. September 2012 – 29. September 2012 3 Wochen | 3                                     | Miguel Bosé                           | Papitwo                                  | − |
| 30. September 2012 – 3. November 2012 5 Wochen | 5                                     | Alejandro Sanz                        | La música no se toca                     | − |
| 4. November 2012 – 10. November 2012 1 Woche | 1                                     | Andy & Lucas                          | El ritmo de las olas                     | − |
| 11. November 2012 – 27. Januar 2013 12 Wochen (insgesamt 28) | 28                                    | Pablo Alborán                         | Tanto                                    | − |